# En Moder
En Moder er en amerikansk stumfilm fra 1920 af Harry Millarde.

## Medvirkende
- Mary Carr som Ma Benton
- James Sheridan som Isaac
- Noel Tearle
- Stephen Carr som Thomas
- William Welsh som Pa Benton
- Jerry Devine som John
- Johnnie Walker
- James Sheldon som Charles
- Wallace Ray
- Rosemary Carr som Rebecca
- Phyllis Diller
- Maybeth Carr som Susan
- Louella Carr
- Vivienne Osborne som Isabella Strong
- Dorothy Allen som Agulitia
- Edna Murphy som Lucy
- Joseph Donohoe
- John T. Dwyer som Thomas